# 英信寺
英信寺（えいしんじ）は、東京都台東区にある浄土宗の寺院。

## 歴史
1631年（寛永8年）、雄誉霊巌によって開山された。雄誉霊巌は霊巌寺を創建したことでも知られる。そのころは庵レベルの小堂で「紫雲庵」と称していた
1656年（明暦2年）、松平康信の三男の松平英信の菩提を弔うため、改めて寺院として整備された。その際に彼の諱から「英信寺」に改称した。
当寺には、下谷七福神の三面大黒天が置かれている、これは弘法大師空海の作といわれている。
墓地には、滝脇松平家（小島藩藩主家）歴代の墓がある。

## 交通アクセス
- 日比谷線入谷駅2番出口より徒歩約4分（経路案内）。
- 鶯谷駅より徒歩約6分（経路案内）。